# Virgile de Pétrarque
Le Virgile de Pétrarque est un manuscrit contenant les œuvres de Virgile, commentées par Maurus Servius Honoratus et annotées de la main de Pétrarque. Il contient un frontispice décoré d'une miniature de Simone Martini.

## Historique
Le manuscrit a été copié au début du XIVe siècle. Il est acquis par Pétrarque à Avignon alors qu'il y séjourne à partir de 1325. Il se le fait dérober quelques mois plus tard puis le récupère en 1338 comme l'indique une note écrite sur la page de garde du livre. Il commence alors à cette date à y ajouter ses annotations puis demande à son ami Simone Martini, qui se trouve à Avignon à partir de 1340, de réaliser pour lui une miniature pour son frontispice,.
Après la disparition de Pétrarque en 1374, le manuscrit est envoyé avec le reste de sa bibliothèque à Pavie, dans les collections de la famille Visconti. Il n'est cependant signalé dans l'inventaire de leur bibliothèque qu'à partir de 1460. L'ouvrage contient d'ailleurs la signature de Galéas Marie Sforza, alors qu'il est duc de Milan entre 1466 et 1476. En 1500, les collections des ducs sont dispersées et le manuscrit est récupéré par un certain Antonio di Pirro. À la fin du XVIe siècle, il appartient sans doute au cardinal Agostino Cusani, qui le déplace de Rome à Milan, où il meurt en 1598. Il est acquis par le cardinal archevêque de Milan Federico Borromeo qui crée la Bibliothèque Ambrosienne où il se trouve toujours conservé aujourd'hui.

## Description
Le manuscrit, écrit sur un parchemin épais et luxueusement relié, contient les trois grands poèmes de Virgile commentés par Maurus Servius Honoratus : les Bucoliques (f.2-16), les Géorgiques (f.16-52) et l'Énéide (f.52-233). Il contient aussi d'autres œuvres : l''Achilléide de Stace commentée (f.233-238), les Odes d'Horace (f.249-251) et deux commentaires sur le De Barbarismo de Donat (f.251-f.270). Le texte lui-même n'est décoré que de simples lettrines sobrement ornées.
Ces textes sont annotés dans les marges par le propriétaire du manuscrit, le poète Pétrarque. Les annotations ont été probablement ajoutées à plusieurs reprises tout au long de sa vie, comme en témoignent les écritures et les couleurs d'encre différentes. Le premier feuillet contient en outre plusieurs mentions autobiographiques, comme la mort du grand amour de sa vie, Laure de Sade, en 1348.
Au verso du folio 1 se trouve la miniature pleine page attribuée à Simone Martini : elle représente un Virgile barbu adossé à un arbre (dans la pose du berger Tityre), la tête levée et couronnée d'olivier, le stylet en main et un volume ouvert sur les genoux. Il est dévoilé par son commentateur Servius, qui a tiré le rideau qui le masquait et le désigne du doigt au personnage (muni d'une longue lance et éperons aux pieds) qui se tient à sa droite. Au premier plan deux autres personnages, à gauche, un paysan s'apprêtant à tailler un sarment de vigne, à droite un berger assis, avec une chèvre et trois brebis, trayant l'une d'elles. Les trois personnages, qui ont les yeux fixés sur Virgile, personnifieraient les œuvres de l'auteur latin : le chevalier que regarde Servius représente Énée de l'Énéide, le paysan les Géorgiques, et le berger les Bucoliques. Les trois arbres du fond, qui symbolisent le bois sacré des Muses, sont de taille égale, ce qui indique que les trois poèmes de Virgile sont de même valeur, le poète ayant atteint l'excellence et la perfection dans les trois genres littéraires et les trois styles utilisés : le style humble des Bucoliques, le style moyen des Géorgiques et le style noble de l'Énéide.
L'image est accompagnée de trois distiques d'hexamètres rimés signés de Pétrarque, deux dans des phylactères placés sous Virgile dans la miniature, le troisième en dessous.